# 明古鲁
明古魯位於印尼蘇門答臘島西岸，是明古魯省最大的城市和首府。
17世纪后期，明古鲁被英国东印度公司占领。1824年，根据《英荷条约》，英国将该地交给了荷兰以换取马六甲。
中国古籍《海录》中译作“茫咕噜”，《海国闻见录·南洋记》中作“万古屡”，《海岛逸志》中作“望久里”。